# Andreu Ballbé Garcia
Andreu Ballbé Garcia (Barcelona, 31 d'octubre de 1952) és un exatleta olímpic, campió i plusmarquista dels 800 metres català.
El 1965 va córrer la seva primera Cursa Jean Bouin. S'inicià a la secció d'atletisme del Futbol Club Barcelona, club en el qual va desenvolupar tota la seva carrera, excepte les dues últimes temporades, en què defensà els colors del Club Esportiu Universitari. Des de ben jove participà en diverses competicions que recolliren els diaris de l'època. Entre els seus entrenadors destaquen Cortés, Mayoral o el mític Gregorio Rojo, l'atleta que més vegas ha guanyat la carrera d'elit de la Jean Bouin. Amb la samarreta blaugrana va ser campió d'Espanya de clubs en múltiples ocasions entre els anys 1970 i 1980. El 1972 aconseguí el títol català de 400 m. llisos i els anys 1976, 1980, 1983, 1984 i 1986, el de 800 m. El 1977 i 1983 aconseguí també el títol català de 1.500 m. L'any 1986, amb el FC Barcelona aconseguí la plusmarca catalana de 4 × 400 m (amb 3.12,03 min.), un títol estatal de 800 m en pista coberta (1972) i tres a l'aire lliure (1975, 1976, 1977). Ha estat 23 vegades internacional i participà en els Jocs Olímpics de Mont-real de 1976, any que establí a Zúric el rècord espanyol de les dues voltes a la pista (1.46,59 min). Aquest registre fou rècord català durant 26 anys. Oficialment, es retirà de l'atletisme el 1987. Acabada la seva etapa com a atleta d'elit, però, continuà corrent en curses populars de 10 km, mitges maratons i maratons.
Llicenciat en matemàtiques, després de finalitzar la seva carrera esportiva ha seguit vinculat a l'atletisme, treballant professionalment per a empreses de cronometratge, a més de participar habitualment en maratons i proves populars. Actualment, és director tècnic i fundador de l'empresa Championchip, encarregada del cronometratge de les principals curses urbanes que es disputen a Catalunya i a Espanya, com la Marató de Barcelona.